# Parafia Podwyższenia Krzyża Świętego w Łaskarzewie
Parafia Podwyższenia Krzyża Świętego w Łaskarzewie – parafia rzymskokatolicka w Łaskarzewie.
Parafia erygowana w 1325. Obecny kościół parafialny, murowany, eklektyczny wybudowany w roku 1876, staraniem księdza Jasińskiego, konsekrowany przez biskupa lubelskiego Walentego Baranowskiego. Mieści się przy ulicy Kolejowej.